# Imperativt mandat
Imperativt mandat (fr. mandat impératif), för politiker av väljarna ålagd förpliktelse att rösta på ett visst sätt i vissa bestämda frågor.

## Innebörden
Då ett uppdrag lämnas åt en förtroendeman att handla å annans vägnar, kan detta i allmänhet ges antingen på det sätt, att förtroendemannen berättigas att efter egen prövning rösta, göra eller låta i annans ställe, eller också, att ett visst bestämt värv, ett begränsat åliggande anförtros, åt uppdragstagaren, som han har att fullgöra efter rättsligen fastställda eller i fullmakt angivna föreskrifter och under ansvar.
I det förra fallet kan förtroendemannen handla med större frihet efter egen prövning, i det senare är han strängare bunden; men i båda fallen är han i allmänhet skyldig att iaktta den företräddes berättigade intressen. Om uppdraget är lämnat av annan person själv eller om det innehas för annan enligt laga föreskrifter eller på grund av offentlig myndighets bestämmelse, är härvid icke av någon egentlig betydelse. Huvudsaken är, att en person - fysisk eller juridisk - företräds av en annan person.
Något olika gestaltar sig förhållandet, då en korporation eller representativ församling - särskilt en folkrepresentation - bildas av enskilda förtroendemän, som erhållit sitt uppdrag att vara bisittare i korporationen eller representationen genom andras val eller till följd av därmed jämförligt utseende. Den rättsställning i förhållande till de väljande eller utseende, som uppkommer för den sålunda valde eller utsedde, är svårare att bestämma. Å ena sidan har man yrkat, att de väljande eller utseende bör anses berättigade att ge bindande föreskrifter rörande de utsedda förtroendemännens - representanternas - verksamhet och avgöranden vid förtroendevärvets utövande och att i alla händelser representanten måste anses ha rättsliga förpliktelser gentemot de väljande eller utseende; man har sålunda velat göra representantens uppdrag till ett imperativt mandat, vars innehåll är beroende av de väljandes eller utseendes vilja.
Å andra sidan har man gjort gällande, att representanten endast är ledamot av en beslutande församling, som måste själv besluta och handla efter prövande av skäl och grunder, som inom densamma förebragts och som i de flesta fall måste vara för väljarna mer eller mindre främmande, och att sålunda representanten såväl som den representativa myndigheten själv måste erkännas vara oberoende av väljarnas eller de utseendes föreskrifter.

## I äldre tider
I äldre tider, då det närmast var fråga om företrädande av vissa samhällsgruppers intressen och mindre om en enhetlig folkrepresentation, kunde den utseende folkgruppen anses behörig att meddela föreskrifter med avseende på sina förtroendemäns verksamhet och beslutanderätt, vilka föreskrifter då lämpligen angavs i fullmakterna. Men så snart folkrepresentationen utvecklat sig till en enhetlig myndighet med rättigheter såsom sådan, måste även representanten efter hand erkännas som berättigad att självständigt besluta och handla oberoende av väljarnas bestämmelser och föreskrifter.

## 1700-talet
I Sverige blev denna sistnämnda uppfattning av representantuppdraget uttryckligen erkänd och fastslagen redan under frihetstiden såväl av konungen (1744) som av riksdagen (1747), då under den s.k. principalatsstriden försök gjorts att få representanterna förklarade ansvariga inför väljarna såsom deras principaler. Samma uppfattning har sedermera upprätthållits genom bestämda stadganden i 1810 års riksdagsordning § l och i 1866 års riksdagsordning § l, enligt vilka riksdagsmännen icke kan i utövningen av sin befattning bindas av andra föreskrifter än rikets grundlagar.

## 1800-talet
De formulär till riksdagsmannafullmakter, som meddelades i 1866 års R.O. §§ 10 och 20 och sedermera i vallagens §§ 15, 66 och 68, uteslöt jämväl i sin mån varje möjlighet för väljarna att i fullmakterna insmyga några föreskrifter eller villkor. Även med avseende på Sveriges kommunala representationer och deras medlemmar har otvivelaktigt i allmänhet likartade regler gällt, men de fanns endast med hänsyn till landstingsmännen formulerade: "i utöfningen af sitt uppdrag icke bundna af valmäns föreskrifter" (Landstingsförordningen § 1).
Jämväl andra länders tidiga moderna statsförfattningar har i allmänhet intagit samma ståndpunkt som den svenska och fastställer, att folkrepresentanten, även om han väljs av mindre folkgrupper eller korporationer, företräder hela folket och icke valkretsen eller korporationer och att han därför endast har att lyda författningen och följa sin egen övertygelse samt skall anses obunden och oberoende av ålägganden eller föreskrifter från väljarnas sida liksom av avtal med dem (äldre danska grundlagen § 56, äldre nederländska grundlagen § 82, tyska rikets kejserliga författning artikel 29, schweiziska författningen art. 91); i vissa länder, till exempel Frankrike (lag av 30 november 1875, § 14), förklaras varje av väljaren given föreskrift ("mandat impératif") ogiltig och kraftlös, i andra, till exempel i Österrike och i Italien, var föreskrifter och ålägganden från väljarnas sida rent av förbjudna.

## 1900-talet
Efter andra världskriget ökade åter förekomsten av det imperativa mandatet, då de nya kommunistiska staterna gärna föreskrev sådana som ett utslag av en högre form av demokrati. Även i USA har stödet för ett imperativt mandat ökat under senare tid, och den regel om "recall" under vilken Arnold Schwarzenegger 2004 kunde väljas till guvernör i Kalifornien kan anses vara ett uttryck för denna form av folkligt mandat.